# إنارزو
إنارزو هي كومونا (بلدية) في مقاطعة فاريزي في منطقة لومباردي الإيطالية ، وتقع على بعد حوالي 50 كيلومتر (31 ميل) شمال غرب ميلانو وحوالي 8 كيلومتر (5 ميل) جنوب غرب فاريزي، وفي عام 2011 بلغ عدد سكانها 1073 نسمة وتبلغ مساحتها 2.4 كيلومتر مربع (0.93 ميل2) .
وتقع إنارزو على حدود البلديات التالية: بوديو لومناغو، و كازاجو برابيا، و كاسال ليتا، فارانو بورغي ، تيرنات، بياندرونو.

## روابط خارجية
- www.comune.inarzo.va.it